# Би Ти Ви Новините
bTV Новините е новинарската емисия на първата частна национална телевизия в България − Би Ти Ви.

## История
- Новинарският отдел на телевизията е сформиран през септември 2000 г. В него са поканени репортери, водещи, редактори, оператори и други от различни радиа, телевизии и печатни медии. Част от лицата, формиращи по това време редакцията са: Гена Трайкова, Габриела Наплатанова, Кристина Баксанова, Канна Рачева, Даниела Сеизова, Борис Календеров, Томислав Русев (и други от Нова телевизия), Ани Салич (тогава от Канал 3), Венелин Петков (от БНТ), Александър Пелев, Виктор Ангелоев, Петър Томов и други. От столичната Нова телевизия са поканени и Люба Ризова и Виктория Бехар, които стават съответно директор „Новини и актуални предавания“ и главен редактор „Новини“. Хората се обучават от различни специалисти и журналисти от американски медии и извършват сухи тренировки, докато през това време в бившата Зала 12 на НДК се строят студията, апаратните, монтажните, озвучителните и други помещения, както и нюзрумът.[1][2][3]
- Първата емисия новини е излъчена на 18 ноември 2000 г. (преди 22 години) Първоначално централната емисия новини започва от 19:30 ч. и има продължителност около половин час. Първите водещи на новините са Ани Салич и Александър Пелев. Започва с думите:

| „ | Вие сте с първите новини на първата частна национална телевизия, аз съм Ани Салич | “ |

| „ | Добър вечер и от мен, аз съм Александър Пелев. Ето и акцентите от днешния 18 ноември. ... | “ |

- Месеци след показването на първата емисия, Би Ти Ви Новините се утвърждават като абсолютен информационен лидер, като преломният момент е 11 септември 2001 г., когато цяла България проследява на живо атентатите в САЩ чрез ефира на Би Ти Ви, най-вероятно водеща на първите за Би Ти Ви Новините извънредни емисии – (за атаката в САЩ) е Ани Салич, а по-късно Александър Пелев.
- През 2006 г. преди началото на емисията, в рамките на 30 минути, се излъча Би Ти Ви Светът.
- От 7 юли 2007 г. до 5 септември 2008 г. централната емисия е разширена като началния час е променен на 19:00 ч. и продължава около един час, но впоследствие са разделени на две части по половин час, които са разделени от анкета с деца, наречена „Малък коментар“.
- От 6 септември 2008 г. двете части са събрани в една, а рубриката „Малък коментар“ се излъчва след емисията.
- На 1 юли 2010 г. стартира интернет емисия в сайта на Би Ти Ви. Интернет емисиите се качват в интернет − първоначално в секцията „Новини“ в сайта на Би Ти Ви, а по-късно в специалния новинарски сайт btvnews.bg − всеки ден след 15:00 ч.
- От 8 януари 2011 г. започва излъчването на обедни емисии новини и през почивните дни. Така обедните новини в 12 часа стават ежедневни.
- На 19 септември 2011 г. от 17:00 ч. започва излъчване на следобедна емисия в делничните дни с основен водещ Виктория Петрова. Рубриката „Малък коментар“ е поместена в края на следобедната емисия.
- През 2012 г. стартира и специализиран новинарски сайт − btvnews.bg
- На 6 октомври 2012 г. е качена последната Интернет емисия на Би Ти Ви Новините, която се води от Ирина Костадинова.
- От 7 октомври 2012 г. студиото на Би Ти Ви Новините има нов облик. Заедно с преминаването на телевизията във формат с по-добро качество на картината, Би Ти Ви Новините също започват да се излъчват в HD формат и 16:9 екранно съотношение.
- През месец декември 2013 г. едно от лицата на Би Ти Ви и Би Ти Ви Новините − Ани Салич, напуска телевизията и преминава да работи в конкурентната медия Нова телевизия.[5]
- От 4 март 2014 г. късните делнични емисии на Би Ти Ви Новините се излъчват от 23:30 до 00:00 ч. През уикендите късни издания на новините на Би Ти Ви не се излъчват.
- През февруари 2014 г. Венелин Петков става директор „Новини, актуални предавания и спорт“ на Би Ти Ви,[6] като малко по-късно той назначава Гена Трайкова за главен редактор „Новини“. Поради това, на 25 април е последната емисия новини на Би Ти Ви Новините, водена от Гена Трайкова и Венелин Петков. В същата вечер е представена и новата двойка водещи − Иван Георгиев и Лиляна Боянова. Те водят централните емисии на Би Ти Ви Новините през уикенда от 26 април, а в делничните дни водещи остават Юксел Кадриев и Виктория Петрова.
- На 9 февруари 2015 г. сутрешните новини през делничните дни в рамките на предаването „Тази сутрин“ в 07:00 ч., 08:00 ч. и 09:00 ч. стават с основни водещи Кристина Баксанова и младият репортер Денислав Борисов, като двамата се редуват на седмичен ротационен принцип. От същия ден обедните новини на Би Ти Ви през делничните дни са с основни водещи Ирина Костадинова и Ивайло Василев.
- От началото на месец юни 2015 г. обедните новини и през делничните дни, вече се представят от един водещ. Основни водещи на тези емисии са Ирина Костадинова и Кристина Баксанова, а Ивайло Василев слиза от екран, като остава само международен редактор. По-късно, на 20 юли и Денислав Борисов става водещ на Би Ти Ви Новините в 12:00 ч.
- В края на март 2019 г. младата журналистка Виктория Готева става водещ на сутрешните емисии новини, а на 10 април прави дебюта си и като водещ на Би Ти Ви Новините в 12 ч. А от 2 декември 2019 г. започва да води и Би Ти Ви Новините в 23:30 ч., редувайки се със Юксел Кадриев.
- На 1 юни 2019 г. (на 19-ия рожден ден на Би Ти Ви) в 19:00 часа стартират новините от изцяло новото високо технологично студио на Би Ти Ви – едно студио за всички новини, спорт, прогноза за времето и актуални предавания в 360 градуса.
- От 6 септември късните делнични емисии на Би Ти Ви Новините се излъчват от 23:00 до 23:30 ч., но от 16 декември отново се излъчват от 23:30 до 00:00 ч.
- На 21 декември 2020 г. Антон Хекимян е избран за новия директор на „Новини, актуални предавания и спорт“ на Би Ти Ви на мястото на Венелин Петков.
- На 21 декември 2020 г. Марина Цекова се присъединява към екипа на Би Ти Ви Новините и на 4 януари 2021 г. започва да води Би Ти Ви Новините в 17 ч и така до 8 януари. А на седмицата от 11 до 15 януари води емисията в 23:30 ч. И се редува на седмичен принцип – една седмица води емисиите в 17 ч. а на следващата води Би Ти Ви Новините в 23:00 ч.
- На 24 май 2021 г. късните делнични емисии на Би Ти Ви Новините отново се излъчват от 23:00 ч.
- От 14 юни 2021 г. Мария Ванкова става водеща на късните новини. Води в седмицата когато са Юксел Кадриев и Виктория Петрова.
- От август 2021 г. през делничните дни централната емисия е удължена с още пет минути от 20:00 до 20:05 ч.
- От 10 януари 2022 г. Полина Гергушева става водеща на късните новини. Тя води късни емисии и редува вечерните ефири на медията с друг основен водещ в този часови слот – Мария Ванкова.
- На 23 май 2022 г. късните делнични емисии на Би Ти Ви Новините преминават в летен режим и се излъчват от 22:00 ч.
- От 27 май 2023 г. сутрешните новини през уикенда имат нова водеща - Бесте Сабри.
- На 23 септември 2023 г. Антон Хекимян обявява в своя профил във Фейсбук, че прекратява 19-годишната си кариера в Би Ти Ви, а два дни по-късно бива издигнат за кандидат-кмет на София в листата на ГЕРБ. Той напуска телевизията, а главният ѝ изпълнителен директор Ралф Бартолайт временно поема функциите на директор "Новини, актуални предавания и спорт", заедно с главния редактор на „bTV Новините“ Веселина Петракиева, с главния редактор на „Актуални предавания“ Искра Владимирова и с мениджъра уеб съдържание и изпълнителен продуцент на редакция “Спорт“ Владислава Лазарова, до избирането на нов директор на мястото на Хекимян.[7]
- На 2 юли 2025 г. Асен Иванов става директор на отдел „Новини, актуални предавания и спорт“ в bTV. Той ръководи съдържанието и редакционните екипи във всички bTV платформи.

## Емисии на bTV Новините
| Емисия | Емисия     | Времетраене        | Схема на излъчване | Схема на излъчване | Схема на излъчване | Схема на излъчване | Схема на излъчване | Схема на излъчване | Схема на излъчване |
|        |            | Времетраене        | Понеделник         | Вторник            | Сряда              | Четвъртък          | Петък              | Събота             | Неделя             |
| ------ | ---------- | ------------------ | ------------------ | ------------------ | ------------------ | ------------------ | ------------------ | ------------------ | ------------------ |
|        | Сутрешна   | около 5 минути     | 06:00 – 06:05      | 06:00 – 06:05      | 06:00 – 06:05      | 06:00 – 06:05      | 06:00 – 06:05      |                    |                    |
|        | Сутрешна   | около 5 минути     | 07:00 – 07:05      |                    |                    |                    |                    |                    |                    |
|        | Сутрешна   | около 5 минути     | 08:00 – 08:05      |                    |                    |                    |                    |                    |                    |
|        | Сутрешна   | около 5 минути     | 09:00 – 09:05      |                    |                    |                    |                    |                    |                    |
|        | Обедна     | около 15/20 минути | 12:00 – 12:20      | 12:00 – 12:20      | 12:00 – 12:20      | 12:00 – 12:20      | 12:00 – 12:20      | 12:00 – 12:15      | 12:00 – 12:15      |
|        | Следобедна | около 15 минути    | 17:00 – 17:15      | 17:00 – 17:15      | 17:00 – 17:15      | 17:00 – 17:15      | 17:00 – 17:15      |                    |                    |
|        | Централна  | около 25/40 минути | 18:55 – 19:30      | 18:55 – 19:30      | 18:55 – 19:30      | 18:55 – 19:30      | 18:55 – 19:30      | 19:00 – 19:25      | 19:00 – 19:25      |
|        | Късна      | около 20 минути    | 23:00 – 23:20      | 23:00 – 23:20      | 23:00 – 23:20      | 23:00 – 23:20      | 23:00 – 23:20      |                    |                    |

## Водещи на bTV Новините
- Сутрешни емисии – Росен Цветков или Полина Мечкуева – делник;
- Обедна емисия – Росен Цветков или Полина Мечкуева – делник; Виктория Петрова, Юксел Кадриев, Иван Георгиев или Лиляна Боянова – през уикенда;
- Следобедна емисия – Виктория Петрова, Юксел Кадриев, Иван Георгиев или Лиляна Боянова – делник;
- Централна емисия – Виктория Петрова и Юксел Кадриев или Иван Георгиев и Лиляна Боянова;
- Късна емисия – Виктория Петрова, Юксел Кадриев, Иван Георгиев или Лиляна Боянова – делник.